# Cine (1928)
Cine : revista mensal de arte cinematográfica nasce em Lisboa em junho de 1928, sendo dirigida por Paulo Frazão e editada por Alberto Calderon Dinis.